# Schloss Pöring

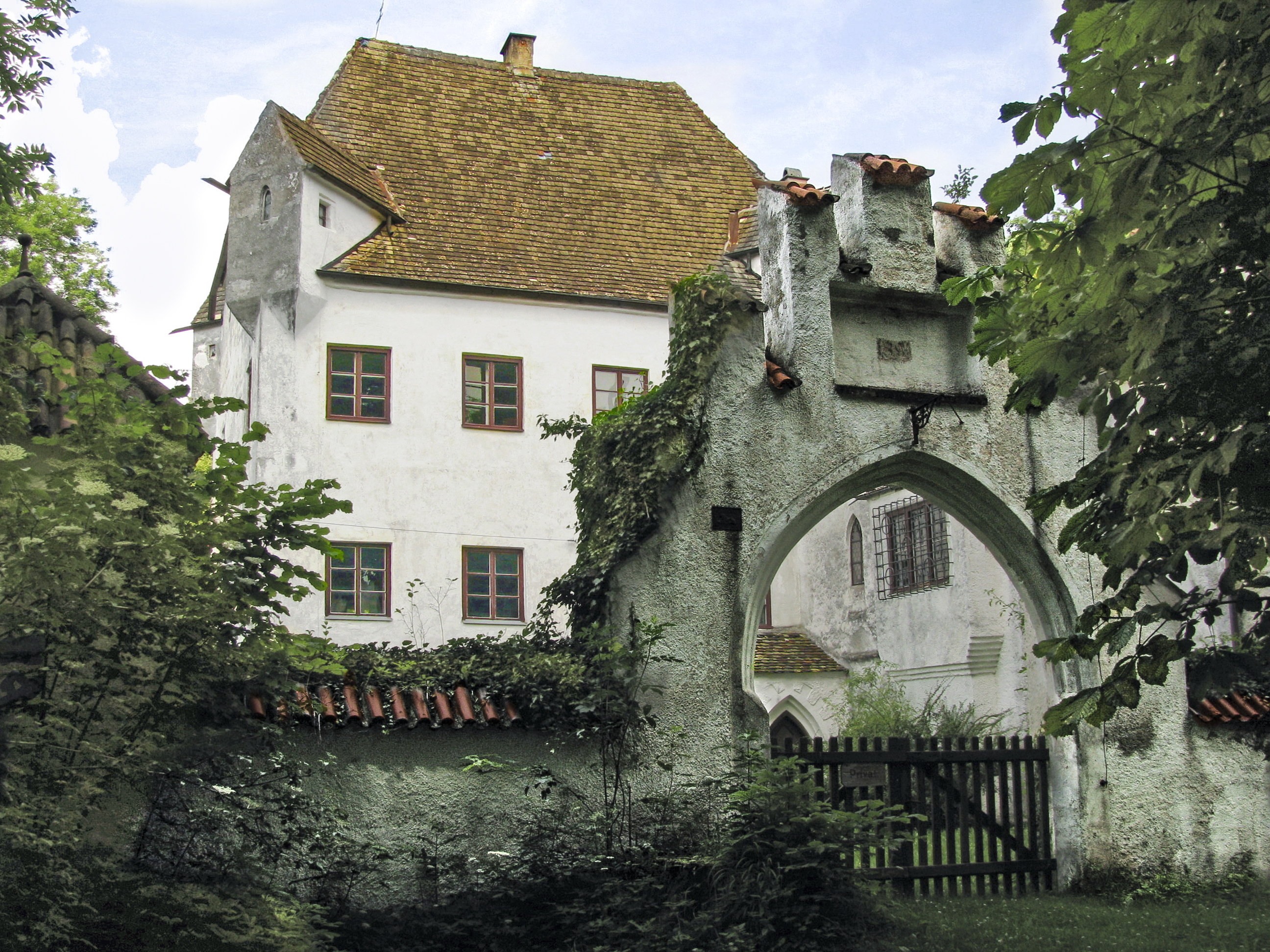
Schloss Pöring

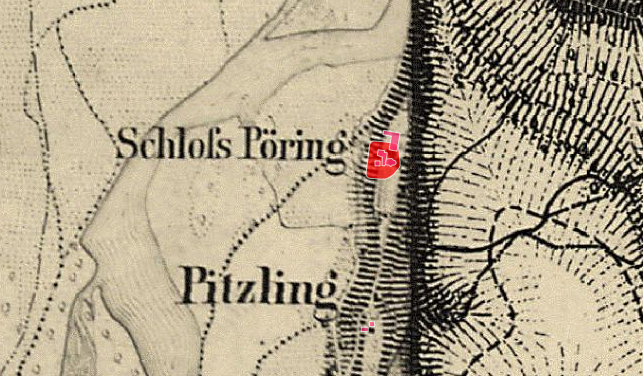
Lageplan von Schloss Pöring auf dem Urkataster von Bayern

Schloss Pöring ist ein Schloss im Gemeindeteil Pöring im Norden des heutigen Pitzling, einem Stadtteil von Landsberg am Lech. Es enthält gotische Bauelemente, wurde aber im 19. Jahrhundert in neugotischer Bauweise restauriert. Die Anlage ist unter der Aktennummer D-1-81-130-431 als Baudenkmal verzeichnet. „Untertägige spätmittelalterliche und frühneuzeitliche Befunde im Bereich von Schloss Pöring“ werden zudem als Bodendenkmal unter der Aktennummer D-1-7931-0157 geführt.

## Geschichte

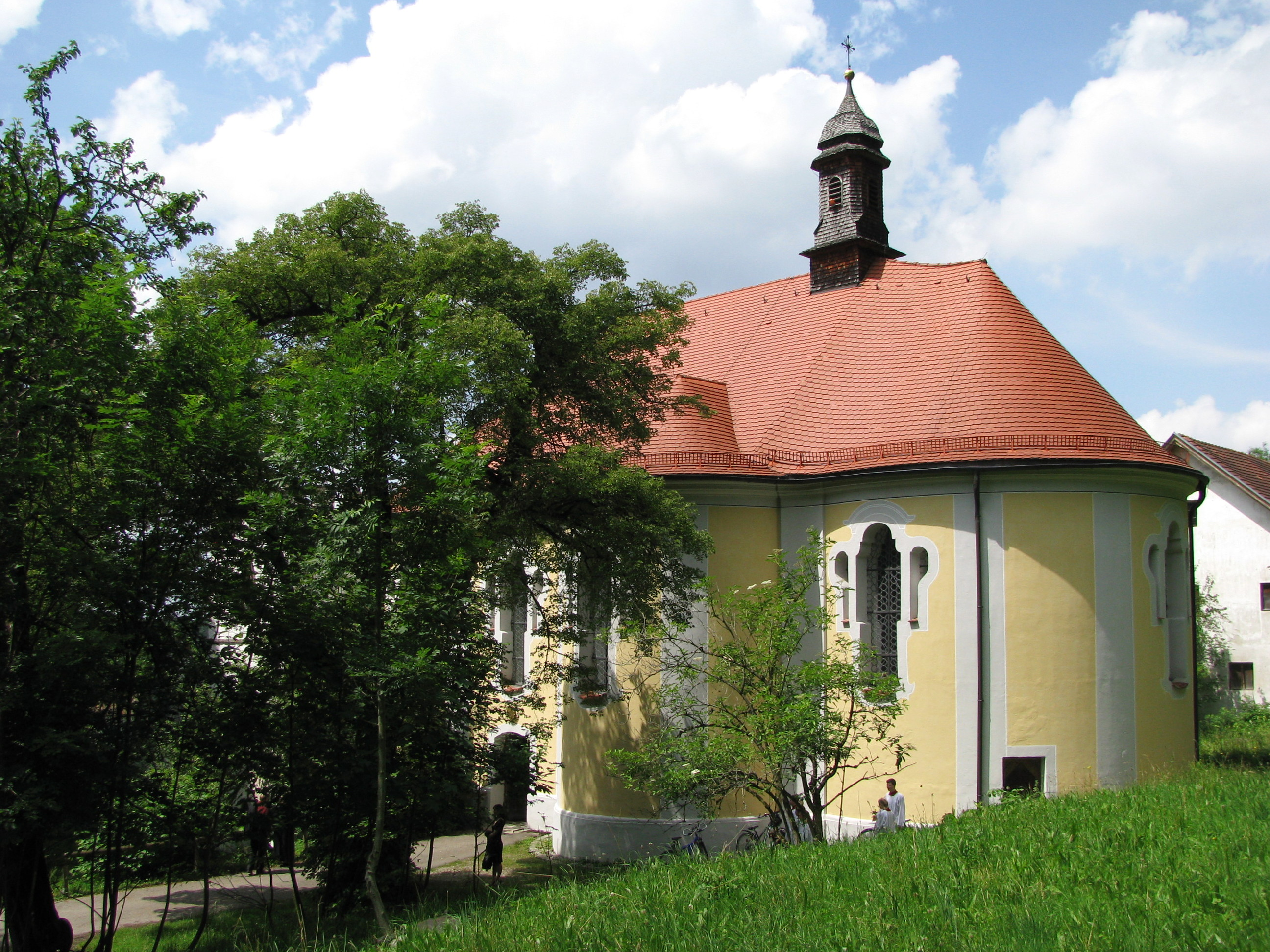
Schlosskirche

Das Schloss entstand im 9. oder 10. Jahrhundert im Dorf Pöring (1140 Peringin) und war Eigentum des Klosters von Wessobrunn und ebenso Lehen. Seit dem 14. Jahrhundert war es Eigentum der Familie von Peringen.
Von 1546 bis 1694 bewohnte die Familie von Holdingen das Schloss. In ihrem Eigentum befand sich die „Muttergottes auf dem Schifflein“, eine Marienstatue aus dem 15. Jahrhundert, welche ab 1731 die Marienwallfahrt in Pöring veranlasste. Da die Wallfahrer in großen Mengen kamen, wurde die kleine Schlosskapelle durch die Schlosskirche ersetzt.
In den Jahren 1739 bis 1742 wurde die Schlosskirche Pöring Maria von der Versöhnung erbaut. Die Stuckarbeiten stammen von Dominikus Zimmermann. Nachdem der Ansturm der Wallfahrer abflachte, musste Zimmermann die Kirche einfacher gestalten und schließlich sogar die Malereien selbst anfertigen.
1844 erwarb Karl Freiherr von Leoprechting das Schloss, der bis 1857 dort lebte. Es folgten häufig wechselnde Besitzer. Seit 1920 befindet sich das Schloss im Besitz der baltendeutschen Familie von Nolcken.

## Beschreibung
- Kubischer dreigeschossiger Walmdachbau mit Scharwerkhäuschen, zweigeschossigem Pultdachanbau im Osten und ehemaligem Kapellenflügel nach Süden, über älterem Kern Dachwerk dendrologisch datiert auf 1494, Umbau und Erweiterung des ehemaligen Kapellenflügels in barocken Formen von 1731 bis 1739 und neugotische Überarbeitung mit dreigeschossig erhöhtem, zinnenbekrönten Kopfbau und Rittersaal 1846, Erweiterung des Pultdachanbaus nach 1739.
- Katholische Schloss- und Wallfahrtskirche Unserer Lieben Frau Maria von der Versöhnung, kleiner Saalbau mit gekurvtem Chor- und Kapellenbereich, Bassgeigenfenstern, abgewalmtem Dach und Dachreiter, von Dominikus Zimmermann, 1739 bis 1742.
- Wirtschaftsgebäude, L-förmig um einen Hof angeordnete ein- und zweigeschossige Satteldachbauten, 1904 bis 1910.
- Einfriedung, Reste der neugotischen Ummauerung mit spitzbogigem Einfahrtstor unter getrepptem Aufsatz und kleinem Zeltdachturm an der Südwestecke, bezeichnet mit dem Jahr 1891.